# Adenoglossa decurrens
Adenoglossa es un género monotípico perteneciente a la familia de las asteráceas. Su única especie: Adenoglossa decurrens, es originaria de Sudáfrica.

## Descripción
Es una planta herbácea anual que alcanza un tamaño de 4 a 20 cm de altura. Se encuentra a una altitud de 1350 m s. n. m. (metros sobre el nivel del mar) en Sudáfrica.

## Taxonomía
Adenoglossa decurrens fue descrita por (Hutch.) B.Nord. y publicado en Botaniska Notiser 129(2): 138 (1976).
Sinonimia
- Chrysanthemum decurrens Hutch.[3]